# Kettenregel
Die Kettenregel ist eine der Grundregeln der Differentialrechnung. Mit ihr wird die Ableitung einer Verkettung zweier differenzierbarer Funktionen berechnet. In Lagrange-Notation lautet die Kettenregel:
{\displaystyle [f(g(x))]'=f'(g(x))\cdot g'(x)}.
Die Kettenregel lässt sich verallgemeinern auf Funktionen, die sich als Verkettung mindestens zweier differenzierbarer Funktionen darstellen lassen. Auch eine solche Funktion ist wiederum differenzierbar, ihre Ableitung erhält man durch Multiplikation der Ableitungen aller ineinander verschachtelten Funktionen.
Die Kettenregel bildet einen Spezialfall der mehrdimensionalen Kettenregel für den eindimensionalen Fall.
Ihr Gegenstück in der Integralrechnung ist die Integration durch Substitution.

## Geschichte
Die Kettenregel scheint erstmals von Gottfried Wilhelm Leibniz verwendet worden zu sein. Er benutzte sie zur Berechnung der Ableitung von {\displaystyle {\sqrt {a+bz+cz^{2}}}} als Verkettung der Quadratwurzelfunktion und der Funktion {\displaystyle a+bz+cz^{2}\!}. Er erwähnte sie erstmals in einer Denkschrift von 1676 (mit einem Vorzeichenfehler in der Berechnung). Die gängige Schreibweise der Kettenregel geht auf Leibniz zurück. Guillaume de l’Hôpital verwendete die Kettenregel implizit in seiner Analyse des infiniment petits. Die Kettenregel taucht in keinem der Analysis-Bücher von Leonhard Euler auf, obwohl sie über hundert Jahre nach Leibniz' Entdeckung geschrieben wurden.
Es wird angenommen, dass die erste „moderne“ Version der Kettenregel in Lagranges Théorie des fonctions analytiques von 1797 auftaucht; sie erscheint auch in Cauchys Résumé des Leçons données a L'École Royale Polytechnique sur Le Calcul Infinitesimal von 1823.

## Mathematische Formulierung
Seien {\displaystyle U,V} offene Intervalle, {\displaystyle v\colon V\rightarrow \mathbb {R} } und {\displaystyle u\colon U\rightarrow \mathbb {R} } Funktionen mit {\displaystyle v(V)\subset U}.
Die Funktion {\displaystyle v} sei im Punkt {\displaystyle x_{0}\in V} differenzierbar und {\displaystyle u} sei im Punkt {\displaystyle z_{0}:=v(x_{0})\in U} differenzierbar.
Dann ist die „zusammengesetzte“ Funktion (Komposition)
{\displaystyle f=u\circ v\colon \,V\rightarrow \mathbb {R} }
im Punkt {\displaystyle x_{0}} differenzierbar und es gilt:
{\displaystyle (u\circ v)'(x_{0})=u'{\big (}v(x_{0}){\big )}\cdot v'(x_{0}).}
Im Zusammenhang mit der Kettenregel nennt man {\displaystyle u} auch die äußere, {\displaystyle v} die innere Funktion von {\displaystyle f}.
Merkregel: Die Ableitung einer durch Verkettung gebildeten Funktion im Punkt {\displaystyle x_{0}} ist die „äußere Ableitung“ {\displaystyle u'}, ausgewertet an der Stelle {\displaystyle v(x_{0})}, mal der Ableitung der inneren Funktion {\displaystyle v'}, ausgewertet an der Stelle {\displaystyle x_{0}}. Oder kurz: „Äußere Ableitung mal innere Ableitung“.

## Beispiel
Es wird die durch {\displaystyle f(x)=\left(x^{3}+1\right)^{2}} definierte Funktion {\displaystyle f} betrachtet.
Diese lässt sich darstellen als Verkettung der Funktion
{\displaystyle u(v)=v^{2}}
mit der Funktion
{\displaystyle v(x)=x^{3}+1,}
denn es gilt {\displaystyle f(x)=u(v(x))}.
Für die Anwendung der Kettenregel benötigen wir die Ableitungen {\displaystyle u'} (äußere Ableitung) und {\displaystyle v'} (innere Ableitung):
{\displaystyle u'(v)=2v}
und
{\displaystyle v'(x)=3x^{2}.}
Da sowohl {\displaystyle u} als auch {\displaystyle v} differenzierbar sind, ist nach der Kettenregel auch {\displaystyle f=u\circ v} differenzierbar, und es gilt für ihre Ableitung:
{\displaystyle f\ '(x)=u'(v(x))\,v'(x).}
Nun ist {\displaystyle u'(v(x))=2(x^{3}+1)}, so dass wir insgesamt erhalten:
{\displaystyle f\ '(x)=2(x^{3}+1)\,3x^{2}}
Unter Zuhilfenahme von Farbe lässt sich die eingangs formulierte Merkregel auch im Formelbild wiedererkennen.
{\displaystyle {\begin{aligned}f(x)&=(\color {Blue}x^{3}+1\color {Black})^{2}\\f'(x)&=2(\color {Blue}x^{3}+1\color {Black})\cdot \color {Blue}3x^{2}\color {Black}\\\end{aligned}}}
Man beachte, dass die Darstellung einer Funktion als Verkettung einer äußeren mit einer inneren Funktion keineswegs eindeutig sein muss. So lässt sich die Beispielfunktion auch als Verkettung der Funktionen {\displaystyle u(v)=(v+1)^{2}} und {\displaystyle v(x)=x^{3}} auffassen, denn auch für diese beiden Funktionen gilt:
{\displaystyle u(v(x))=(x^{3}+1)^{2}=f(x).}
Die Anwendung der Kettenregel ist in diesem Fall rechnerisch aufwendiger, da zumindest der Term {\displaystyle (v+1)^{2}} ausmultipliziert werden muss.
Insgesamt lässt sich an diesem Beispiel die Kettenregel im Sinne der konstruktivistischen Didaktik selbst entdecken. Ausmultiplizieren ergibt:
{\displaystyle f(x)=x^{6}+2x^{3}+1}.
Nach Ableiten wird durch Ausklammern die innere Funktion {\displaystyle v(x)=x^{3}+1} herauspräpariert:
{\displaystyle f'(x)=6x^{5}+6x^{2}=6x^{2}(x^{3}+1)=2(x^{3}+1)\cdot 3x^{2}}.
Hieraus lässt sich dann die Kettenregel vermuten, die dann noch in ihrer Allgemeingültigkeit bewiesen werden muss.

## Heuristische Herleitung
Für die Berechnung der Ableitung von  {\displaystyle u\circ v} ist der Differenzenquotient {\displaystyle {\frac {\Delta u}{\Delta x}}} zu berechnen. Erweitert man diesen Bruch mit {\displaystyle \Delta v}, so erhält man:
{\displaystyle {\frac {\Delta u}{\Delta x}}={\frac {\Delta u}{\Delta v}}\cdot {\frac {\Delta v}{\Delta x}}}.
Durch den Grenzübergang {\displaystyle \Delta x\rightarrow 0} gehen die Differenzenquotienten in Differentialquotienten über. Geht {\displaystyle \Delta x} gegen Null, dann auch {\displaystyle \Delta v}.
Man erhält dann insgesamt für die Ableitung der verketteten Funktion:
{\displaystyle {\begin{aligned}f'(x)&=\lim _{\Delta x\rightarrow 0}{\frac {\Delta u}{\Delta x}}=\lim _{\Delta x\rightarrow 0}\left({\frac {\Delta u}{\Delta v}}\cdot {\frac {\Delta v}{\Delta x}}\right)\\&=\lim _{\Delta v\rightarrow 0}\left({\frac {\Delta u}{\Delta v}}\right)\cdot \lim _{\Delta x\rightarrow 0}\left({\frac {\Delta v}{\Delta x}}\right)={\frac {\mathrm {d} u}{\mathrm {d} v}}\cdot {\frac {\mathrm {d} v}{\mathrm {d} x}}=u'{\big (}v(x){\big )}\cdot v'(x).\end{aligned}}}

## Beweis
Man definiert
{\displaystyle D(z,z_{0}):={\begin{cases}{\frac {u(z)-u(z_{0})}{z-z_{0}}},&{\text{falls }}z\neq z_{0},\\u'(z_{0}),&{\text{falls }}z=z_{0}.\end{cases}}}
Weil {\displaystyle u} in {\displaystyle z_{0}} differenzierbar ist, gilt
{\displaystyle \lim _{z\to z_{0}}D(z,z_{0})=u'(z_{0}),}
das heißt, die Funktion {\displaystyle z\mapsto D(z,z_{0})} ist an der Stelle {\displaystyle z_{0}} stetig. Außerdem gilt für alle {\displaystyle z\in U}:
{\displaystyle u(z)-u(z_{0})=D(z,z_{0})\cdot (z-z_{0}).}
Wegen {\displaystyle \lim _{x\to x_{0}}v(x)=v(x_{0})} folgt daraus:
{\displaystyle {\begin{aligned}(u\circ v)'(x_{0})&=\lim _{x\to x_{0}}{\frac {u{\big (}v(x){\big )}-u{\big (}v(x_{0}){\big )}}{x-x_{0}}}=\lim _{x\to x_{0}}{\frac {D{\big (}v(x),v(x_{0}){\big )}\cdot {\big (}v(x)-v(x_{0}){\big )}}{x-x_{0}}}\\&=\lim _{x\to x_{0}}D{\big (}v(x),v(x_{0}){\big )}\cdot \lim _{x\to x_{0}}{\frac {v(x)-v(x_{0})}{x-x_{0}}}\\&=u'{\big (}v(x_{0}){\big )}\cdot v'(x_{0}).\end{aligned}}}

## Komplexe Funktionen
Seien {\displaystyle U,V\subset \mathbb {C} } offene Teilmengen, z. B. Gebiete, {\displaystyle v\colon V\rightarrow \mathbb {C} } und {\displaystyle u\colon U\rightarrow \mathbb {C} } Funktionen mit {\displaystyle v(V)\subseteq U}.
Die Funktion {\displaystyle v} sei im Punkt {\displaystyle x_{0}\in V} differenzierbar und {\displaystyle u} sei im Punkt {\displaystyle v(x_{0})\in U} differenzierbar.
Dann ist die zusammengesetzte Funktion
{\displaystyle f:=u\circ v\colon V\rightarrow \mathbb {C} ,x\mapsto u(v(x))}
im Punkt {\displaystyle x_{0}} differenzierbar und es gilt:
{\displaystyle (u\circ v)'(x_{0})=u'{\big (}v(x_{0}){\big )}\cdot v'(x_{0}).}
Fazit: Die komplexe Kettenregel ist (einschließlich ihres Beweises) völlig analog zum Reellen.

## Verallgemeinerung auf mehrfache Verkettungen

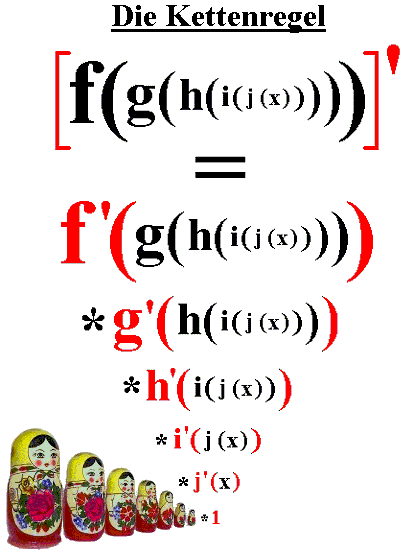
Anwendung der Kettenregel auf „verschachtelte“ Funktionen

Etwas komplizierter wird das Differenzieren, wenn mehr als zwei Funktionen verkettet sind. In diesem Fall wird die Kettenregel rekursiv angewendet. Beispielsweise ergibt sich bei Verkettung von drei Funktionen {\displaystyle u,v} und {\displaystyle w}
{\displaystyle f(x)=u(v(w(x)))}
die Ableitung
{\displaystyle f'(x)=u'(v(w(x)))\cdot (v(w(x)))'=u'(v(w(x)))\cdot v'(w(x))\cdot w'(x).}
Im Allgemeinen hat die Funktion
{\displaystyle f=u_{1}\circ \cdots \circ u_{n}}
die Ableitung
{\displaystyle f'(x)=u_{1}'(u_{2}(\cdots (u_{n}(x))))\cdot u_{2}'(u_{3}(\cdots (u_{n}(x))))\cdots u_{n}'(x),}
wie sich durch vollständige Induktion beweisen lässt. Beim praktischen Berechnen der Ableitung multipliziert man also Faktoren, die sich folgendermaßen ergeben:
Den ersten Faktor erhält man dadurch, dass man die äußerste Funktion durch eine unabhängige Variable ausdrückt und ableitet. Anstelle dieser unabhängigen Variablen ist der Rechenausdruck für die restlichen (inneren) Funktionen einzusetzen.
Der zweite Faktor wird entsprechend berechnet als Ableitung der zweitäußersten Funktion, wobei auch hier der Rechenausdruck für die zugehörigen inneren Funktionen einzusetzen ist. Dieses Verfahren setzt man fort bis zum letzten Faktor, der innersten Ableitung.
Als Beispiel kann wiederum die Funktion {\displaystyle f(x)=(x^{3}+1)^{2}} dienen. Diese lässt sich darstellen als Verkettung der drei Funktionen:
{\displaystyle {\begin{array}{ccl}u(v)&=&v^{2}\\v(w)&=&w+1\\w(x)&=&x^{3},\end{array}}}
denn es gilt:
{\displaystyle u(v(w(x)))=u(w(x)+1)=u(x^{3}+1)=(x^{3}+1)^{2}=f(x).}
Damit liefert die auf mehrfache Verkettungen verallgemeinerte Kettenregel mit
{\displaystyle {\begin{array}{ccl}u'(v)&=&2v\\v'(w)&=&1\\w'(x)&=&3x^{2},\end{array}}}
die Ableitung
{\displaystyle f\ '(x)=u'(v(w(x)))\cdot v'(w(x))\cdot w'(x)=2v(w(x))\cdot 1\cdot w'(x)=2(x^{3}+1)\cdot 1\cdot 3x^{2}.}

## Verallgemeinerung für höhere Ableitungen
Eine Verallgemeinerung der Kettenregel für höhere Ableitungen ist die Formel von Faà di Bruno. Sie ist wesentlich komplizierter und schwieriger zu beweisen.
Sind {\displaystyle u} und {\displaystyle v} zwei {\displaystyle n}-mal differenzierbare Funktionen, deren Verkettung {\displaystyle f(x)=u(v(x))} definiert ist, so gilt
{\displaystyle f^{(n)}(x)=\sum _{(k_{1},\dotsc ,k_{n})\in T_{n}}{\frac {n!}{k_{1}!\cdot \ \dotsb \ \cdot k_{n}!}}u^{(k_{1}+\dotsb +k_{n})}(v(x))\,\prod _{m=1 \atop k_{m}\geq 1}^{n}\left({\frac {1}{m!}}v^{(m)}(x)\right)^{k_{m}}.}
Hierbei bezeichnet {\displaystyle f^{(n)}(x)} die {\displaystyle n}-te Ableitung von {\displaystyle f} an der Stelle {\displaystyle x}.
Die Menge {\displaystyle T_{n}}, über die summiert wird, enthält alle {\displaystyle n}-Tupel {\displaystyle (k_{1},\ \ldots \ ,k_{n})\,} aus nichtnegativen, ganzen Zahlen mit {\displaystyle 1k_{1}+2k_{2}+\cdots +nk_{n}=n\,}.

## Verallgemeinerung auf Funktionen und Abbildungen mehrerer Veränderlicher
Hier betrachtet man differenzierbare Funktionen (Abbildungen) {\displaystyle f\colon \mathbb {R} ^{n}\to \mathbb {R} ^{m}}. Die Ableitung einer solchen Abbildung im Punkt {\displaystyle x_{0}\in \mathbb {R} ^{n}} ist dann eine lineare Abbildung
{\displaystyle Df_{x_{0}}\colon \mathbb {R} ^{n}\to \mathbb {R} ^{m}}, die durch eine {\displaystyle (m\times n)}-Matrix, die Jacobi-Matrix {\displaystyle J_{f}(x_{0})} dargestellt werden kann.
Die Kettenregel besagt, dass die Verkettung von zwei differenzierbaren Abbildungen wieder differenzierbar ist. Ihre Ableitung erhält man, indem man die einzelnen Ableitungen verkettet. Die zugehörige Jacobi-Matrix ist das Matrizenprodukt der einzelnen Jacobi-Matrizen.
Im Detail: Sind die Abbildungen {\displaystyle v\colon \mathbb {R} ^{n}\to \mathbb {R} ^{l}} im Punkt {\displaystyle x_{0}\in \mathbb {R} ^{n}} und {\displaystyle u\colon \mathbb {R} ^{l}\to \mathbb {R} ^{m}} im Punkt {\displaystyle v(x_{0})\in \mathbb {R} ^{l}} differenzierbar, so ist auch die Verkettung {\displaystyle u\circ v\colon \mathbb {R} ^{n}\to \mathbb {R} ^{m}} im Punkt {\displaystyle x_{0}} differenzierbar, und es gilt
{\displaystyle D(u\circ v)_{x_{0}}=Du_{v(x_{0})}\circ Dv_{x_{0}}}
und
{\displaystyle J_{u\circ v}(x_{0})=J_{u}(v(x_{0}))\cdot J_{v}(x_{0}).}
In ähnlicher Form lässt sich eine Kettenregel für Fréchet-Ableitungen von Abbildungen zwischen Banachräumen und für die Ableitungen (Differentiale, Tangentialabbildungen) von Abbildungen zwischen differenzierbaren Mannigfaltigkeiten formulieren.

## Abweichende Notationen in der Physik und anderen Wissenschaften
In vielen Naturwissenschaften wie der Physik sowie in der Ingenieurwissenschaft findet die Kettenregel breite Anwendung. Allerdings hat sich hier eine besondere Notation entwickelt, die von der mathematischen Notation der Kettenregel deutlich abweicht.

### Vorstellung der Notation
In physikalischer Literatur wird für die Ableitung einer Funktion {\displaystyle h} nach der Variable {\displaystyle x} in der Regel die Schreibweise
{\displaystyle h'(x)=:{\frac {\mathrm {d} h}{\mathrm {d} x}}(x)}
bevorzugt. Ist {\displaystyle h} eine Verkettung zweier Funktionen: {\displaystyle h=f\circ g} mit {\displaystyle y\mapsto f(y),x\mapsto g(x)}, so präsentiert sich die Kettenregel in dieser Notation:
{\displaystyle {\frac {\mathrm {d} h}{\mathrm {d} x}}(x)={\frac {\mathrm {d} f}{\mathrm {d} y}}(g(x)){\frac {\mathrm {d} g}{\mathrm {d} x}}(x)}
Es ist zusätzlich gängige Konvention, die unabhängige Variable der Funktion {\displaystyle f} mit dem Funktionssymbol der inneren Funktion {\displaystyle g} zu identifizieren, dafür aber sämtliche Argumentklammern auszulassen:
{\displaystyle {\frac {\mathrm {d} h}{\mathrm {d} x}}={\frac {\mathrm {d} f}{\mathrm {d} g}}{\frac {\mathrm {d} g}{\mathrm {d} x}}}
Letztlich wird für die Verkettung {\displaystyle f\circ g} kein neues Symbol eingeführt, sondern die gesamte Verkettung mit der äußeren Funktion {\displaystyle f} identifiziert: {\displaystyle f=f\circ g}.
Die Kettenregel nimmt dann das folgende Aussehen an:
{\displaystyle {\frac {\mathrm {d} f}{\mathrm {d} x}}={\frac {\mathrm {d} f}{\mathrm {d} g}}{\frac {\mathrm {d} g}{\mathrm {d} x}}}
Formal stellt sich die Kettenregel hier als eine Erweiterung des „Bruches“ {\displaystyle \mathrm {d} f/\mathrm {d} x} mit {\displaystyle \mathrm {d} g} dar, so dass es in physikalischer Fachliteratur (und auch in anderen Natur- und Ingenieurwissenschaften) gängig ist, die Kettenregel bei Anwendung nicht namentlich zu erwähnen. Stattdessen findet man oft Ersatzformulierungen, so ist etwa von der „Erweiterung von {\displaystyle \mathrm {d} f/\mathrm {d} x} mit {\displaystyle \mathrm {d} g}“ die Rede, teilweise fehlt eine Begründung vollständig. Auch wenn dies für das ungeübte Auge nicht immer auf den ersten Blick erkennbar ist, steckt hinter all diesen Formulierungen ausnahmslos die Kettenregel der Differentialrechnung.
Obwohl die vorgestellte Notation mit einigen mathematischen Konventionen bricht, erfreut sie sich großer Beliebtheit und weiter Verbreitung, da sie es ermöglicht, mit Ableitungen (zumindest salopp) wie mit „normalen Brüchen“ zu rechnen. Viele Rechnungen gestaltet sie außerdem übersichtlicher, da Klammern entfallen und nur sehr wenige Symbole verwendet werden müssen. Vielfach stellt auch die durch eine Verkettung beschriebene Größe eine bestimmte physikalische Variable dar (z. B. eine Energie oder eine elektrische Spannung), für die ein bestimmter Buchstabe „reserviert“ ist (etwa {\displaystyle E} für Energie und {\displaystyle U} für Spannung). Die obige Notation ermöglicht es, diesen Buchstaben in der gesamten Rechnung durchgängig zu verwenden.

### Beispiel
Die kinetische Energie eines Körpers hängt von seiner Geschwindigkeit {\displaystyle v} ab: {\displaystyle E=f(v)}. Hängt die Geschwindigkeit wiederum von der Zeit ab, {\displaystyle v=g(t)}, so ist auch die kinetische Energie des Körpers eine Funktion der Zeit, die durch die Verkettung
{\displaystyle E(t)=f(g(t))}
beschrieben wird. Möchten wir die Änderung der kinetischen Energie nach der Zeit berechnen, so gilt nach der Kettenregel
{\displaystyle E'(t)=f'(g(t))g'(t).}
In physikalischer Literatur würde man die letzte Gleichung in folgender (oder ähnlicher) Gestalt vorfinden:
{\displaystyle {\frac {\mathrm {d} E}{\mathrm {d} t}}={\frac {\mathrm {d} E}{\mathrm {d} v}}{\frac {\mathrm {d} v}{\mathrm {d} t}}.}
Klarer Vorteil ist die durchgängige Verwendung von Funktionssymbolen, deren Buchstaben mit denen der zugrunde liegenden physikalisch relevanten Größe ({\displaystyle E} für Energie, {\displaystyle v} für Geschwindigkeit) übereinstimmen.